# Erna Pomérantseva
Erna Vassilievna Pomérantseva (en russe : Эрна Васильевна Померанцева), née Hoffmann (en russe : Гофман), née le 7 avril 1899 (19 avril dans le calendrier grégorien) à Moscou, morte le 11 août 1980, est une folkloriste et ethnographe soviétique, docteur en histoire.

## Biographie
En 1922, elle est diplômée de la faculté de philologie historique de l'Université de Moscou. Elle commence alors son activité de collecte folkloristique, qu'elle poursuivra sans interruption jusqu'à la fin des années 1970. Elle participe à des expéditions de Iouri Sokolov.
Jusqu'en 1931, elle est enseignante dans le secondaire, spécialisée en langue et littérature russes ; puis en université jusqu'en 1941.
Elle constitue un représentant éminent de l'école des frères Iouri et Boris Sokolov, qui a joué un rôle important dans la fondation et le développement de la folkloristique russe dans les années 1920-1930. Elle a longtemps enseigné le folklore russe dans les Instituts d'études supérieures (Vouz) de Moscou, tout en menant des expéditions de collecte et d'études sur le terrain.
Au cours de l'année universitaire 1957-58, en tant que privat-docent, elle assure la fonction de titulaire de la chaire de traditions orales à la Faculté de philologie de l'Université d'État de Moscou.
De 1960 à 1980, elle est collaborateur senior, professeur-consultant à l'Institut ethnographique (Mikloukho-Maklaï) de l'Académie des sciences d'URSS.
Au cours de sa carrière de plus de 50 ans, elle a publié plus de 300 ouvrages, articles et recensions critiques. Elle a aussi permis la publication posthume de l'ouvrage en deux tomes de Mark Azadovsky, Histoire de la folkloristique russe.
Tout au long de sa carrière, elle a combiné son activité d'analyse et de vulgarisation du folklore classique et contemporain avec de nombreuses expéditions, en Bachkirie, Carélie, dans le Kouban, les régions d'Arkhangelsk et de la Baltique, de Vologda, Voronej, Gorki (Nijni Novgorod), Iaroslavl etc.
En tant que folkloriste, elle était connue et respectée en URSS et dans de nombreux pays d'Europe de l'Est. Elle a eu comme élève la folkloriste Nina Savouchkina.

## Sujets d'intérêt
Dès les années 1930, E. Pomérantseva s'est intéressée au folklore ouvrier dans les usines de Moscou et de l'Oural. Elle considérait comme une erreur d'exclure du champ d'investigation le folklore contemporain, toujours vivant et en évolution.
Le sujet principal de ses recherches concerne la prose orale, et en particulier le conte populaire russe, pour lequel elle a identifié quatre catégories : contes d'animaux (qui avaient primitivement un sens magique dans la culture des chasseurs) ; contes merveilleux, découlant de mythes originels ; contes d'aventures ; contes de la vie courante. Elle s'est également intéressée à la personnalité des conteurs, ainsi qu'aux écrivains qui ont rédigé des contes littéraires basés sur des contes traditionnels, comme B.V. Cherguine, S.G. Pissakhov ou K.G. Paoustovsky.
Au cours des dernières années de sa vie, elle s'est attaché à l'étude des récits mythologiques russes, en particulier au remplacement des personnages de la démonologie païenne par des saints chrétiens, ainsi qu'aux liens existant entre les récits en prose orale des divers peuples de l'URSS.

## Œuvres (en russe)
(liste non exhaustive)
- Русские народные сказки (« Contes populaires russes », anthologie), Izd. Moskovskogo Universiteta, Moscou, 1957
- Русская народная сказка (« Le conte populaire russe »), Moscou, 1963
- Судьбы русской сказки (« Les destins du conte russe »), Moscou, 1965
- Современный русский фольклор (« Le folklore russe moderne »), Moscou, 1966
- Русские сказки в ранних записях и публикациях (XVI-XVIII века) (« Les contes russes dans diverses notes et publications, au XVIe siècle et XVIIe siècle »), Moscou, 1971
- Традиционный фольклор Владимирской деревни (« Folklore traditionnel d'un village de la région de Vladimir »), Moscou, 1972
- Мифологические персонажи в русском фольклоре (« Les personnages mythologiques dans le folklore russe »), Moscou 1975
- Мифологические сказки и исторические предания нганасан (« Conte mythologiques et légendes historiques des Nganassanes »), Moscou, 1976
- Новгородские былины (« Bylines de Novgorod »), Moscou, 1978
- Писатели и сказочники (« Écrivains et conteurs »), Moscou, 1988

- En collaboration avec Sofïa Isaakovna Mints :
  - (ru) Русская фольклористика : хрестоматия (« Folkloristique russe : morceaux choisis »),  Moscou, 1971